# Stiff Upper Lip Live
Pour plus de détails, voir Fiche technique et Distribution.
Stiff Upper Lip Live est une VHS et un DVD du groupe de hard rock AC/DC enregistré pendant la tournée mondiale suivant l'album Stiff Upper Lip. Il a été enregistré le 14 juin 2001 au Stade olympique de Munich et sorti à la fois en format VHS et DVD le 20 novembre 2001.
La version DVD contient 10 minutes d'interview du groupe en bonus.

## Fiche technique
- Titre : Stiff Upper Lip Live
- Réalisation : Nick Morris
- Photographie : Barrie Dodd
- Montage : Dave Gardener et Philip Richardson
- Production : Rocky Oldham
- Société de production : Serpent Films Productions
- Pays :  États-Unis
- Genre : Film de concert
- Durée : 140 minutes
- Dates de sortie : 
  -  États-Unis : 21 novembre 2001

## Le DVD
1. Stiff Upper Lip
2. You Shook Me All Night Long
3. Problem Child
4. Thunderstruck
5. Hell Ain't a Bad Place To Be
6. Hard as a Rock
7. Shoot to Thrill
8. Rock and Roll Ain't Noise Pollution
9. What Do You Do For Money Honey
10. Bad Boy Boogie
11. Hells Bells
12. Up To My Neck In You
13. The Jack
14. Back in Black
15. Dirty Deeds Done Dirt Cheap
16. Highway to Hell
17. Whole Lotta Rosie
18. Let There Be Rock
19. T.N.T.
20. For Those About to Rock (We Salute You)
21. Shot Down In Flames

## Formation
- Brian Johnson : Chant
- Angus Young : Guitare solo
- Malcolm Young : Guitare rythmique
- Cliff Williams : Basse
- Phil Rudd : Batterie